# Lista de administradores de Taguatinga (Distrito Federal)
Esta é uma lista de administradores regionais de Taguatinga, no Distrito Federal.
| Nº | Nome                                  | Imagem | Início do mandato       | Fim do mandato          |
| 1  | José Maciel Paiva                     |        | 5 de junho de 1958      | 4 de setembro de 1960   |
| 2  | Anfrido Ziller                        |        | 5 de setembro de 1960   | 7 de fevereiro de 1961  |
| 3  | Silvano Fernandes de Souza            |        | 7 de fevereiro de 1961  | 18 de junho de 1961     |
| 4  | Paulo Hungria                         |        | 18 de junho de 1961     | 28 de junho de 1961     |
| 5  | Otávio Leite Souza                    |        | 29 de junho de 1961     | 31 de agosto de 1961    |
| 6  | Paulo de Tarso Afonso                 |        | 31 de agosto de 1961    | 8 de novembro de 1961   |
| 7  | Waldemar Leal Lucas                   |        | 9 de novembro de 1961   | 23 de julho de 1962     |
| 8  | Cid Ferreira Lopes Filho              |        | 23 de julho de 1962     | 12 de dezembro de 1962  |
| 9  | Francisco Mont'Alverne Pires          |        | 12 de dezembro de 1962  | 26 de novembro de 1968  |
| 10 | Fulvio Vigine Machado                 |        | 26 de novembro de 1968  | 29 de janeiro de 1970   |
| 11 | Fernando Corassa                      |        | 30 de janeiro de 1970   | 29 de agosto de 1971    |
| 12 | Eduardo Mundim Pena                   |        | 30 de agosto de 1971    | 16 de junho de 1974     |
| 13 | Olympio Barbosa Filho                 |        | 18 de junho de 1974     | 22 de fevereiro de 1976 |
| 14 | Vital de Moraes Andrade               |        | 23 de fevereiro de 1976 | 2 de maio de 1979       |
| 15 | Benedito Augusto Domingos             |        | 2 de maio de 1979       | 7 de maio de 1981       |
| 16 | Antônio Valmir Campelo Bezerra        |        | 15 de maio de 1981      | 13 de agosto de 1985    |
| 17 | José Luiz Paro                        |        | 13 de agosto de 1985    | 27 de julho de 1987     |
| 18 | Itamar Sebastião Barreto              |        | 29 de julho de 1987     | 2 de março de 1988      |
| 19 | Jair Ferreira Morgado                 |        | 2 de março de 1988      | 31 de maio de 1988      |
| 20 | Itamar Sebastião Barreto              |        | 31 de maio de 1988      | 24 de janeiro de 1989   |
| 21 | Walter José de Moura                  |        | 24 de janeiro de 1989   | 4 de maio de 1990       |
| 22 | Froylan Pinto Santos                  |        | 4 de maio de 1990       | 22 de janeiro de 1991   |
| 23 | José Maria Gonçalves Coelho           |        | 22 de janeiro de 1991   | 21 de agosto de 1992    |
| 24 | Edimar Braz De Queiroz                |        | 20 de agosto de 1992    | 2 de outubro de 1993    |
| 25 | Itamar Sebastião Barreto              |        | 3 de outubro de 1993    | 2 de novembro de 1993   |
| 26 | Lauro Seabra Guimarães                |        | 3 de novembro de 1993   | 30 de dezembro de 1994  |
| 27 | João Eustáquio Correia                |        | 30 de dezembro de 1994  | 6 de janeiro de 1995    |
| 28 | José Lima Simões                      |        | 6 de janeiro de 1995    | 20 de maio de 1996      |
| 29 | Hermes Ricardo Matias De Paula        |        | 20 de maio de 1996      | 8 de julho de 1996      |
| 30 | Maurício Dutra Garcia                 |        | 8 de julho de 1996      | 11 de abril de 1997     |
| 31 | Abdon Henrique de Araújo              |        | 11 de abril de 1997     | 2 de abril de 1998      |
| 32 | Ronaldo Seggiaro de Almeida           |        | 3 de abril de 1998      | 31 de dezembro de 1998  |
| 33 | Arlindo Rosendo de Almeida            |        | 7 de janeiro de 1999    | 10 de fevereiro de 1999 |
| 34 | Valdemar da Silva Aguiar              |        | 10 de dezembro de 1999  | 1 de janeiro de 2003    |
| 35 | Francisco Soares Pereira              |        | 6 de janeiro de 2003    | 29 de setembro de 2004  |
| 36 | José Humberto Pires de Araújo         |        | 30 de setembro de 2004  | 31 de março de 2006     |
| 37 | Geraldo Barbosa de Castro             |        | 11 de abril de 2006     | 13 de julho de 2006     |
| 38 | Márcio Hélio Teixeira Guimarães       |        | 14 de julho de 2006     | 31 de dezembro de 2006  |
| 39 | Benedito Augusto Domingos             |        | 5 de janeiro de 2007    | 15 de dezembro de 2008  |
| 40 | Joaquim Almeida dos Santos            |        | 15 de dezembro de 2008  | 22 de janeiro de 2009   |
| 41 | Gilvando Galdino Fernandes            |        | 23 de janeiro de 2009   | 31 de março de 2010     |
| 42 | Rubens Tavares e Souza                |        | 13 de agosto de 2009    | 31 de dezembro de 2010  |
| 43 | Daniel de Castro                      |        | 27 de janeiro de 2011   | 14 de abril de 2011     |
| 44 | Antonio Sabino de Vasconcelos Neto    |        | 15 de abril de 2011     | 10 de outubro de 2011   |
| 45 | Carlos Alberto Jales                  |        | 11 de outubro de 2011   | 07 de novembro de 2013  |
| 46 | Joaquim Katsuyuki Nakahara (interino) |        | 08 de novembro de 2013  | 04 de dezembro de 2013  |
| 47 | Marco Aurélio Sousa Bessa             |        | 05 de dezembro de 2013  | atualidade              |